# Round Lake (New York)
Round Lake è un villaggio degli Stati Uniti d'America, situato nello stato di New York, nella contea di Saratoga.